# Escuela Politécnica de Mieres
La Escuela Politécnica de Mieres es una escuela de ingeniería de la Universidad de Oviedo ubicada en el campus de Mieres, Asturias (España).

## Historia
En el siglo XVIII, el ministro de la Marina, el asturiano Antonio Valdés y Fernández Bazán, encargó a Gaspar Melchor de Jovellanos la redacción de un informe sobre el carbón de las minas asturianas, y Jovellanos incluyó en dicho informe que para que la comercialización del carbón asturiano fuera viable, era necesario, entre otras cosas, que se mejoraran las comunicaciones y que se creara una escuela técnica encargada de transmitir los conocimientos científicos y técnicos necesarios para la explotación de las minas. Fruto de aquel informe inicial se presentó en 1840 un proyecto de creación de una escuela práctica para Asturias, informado por Guillermo Schulz. En 1844, por Real Orden de 15 de septiembre se aprueba la creación de una Escuela de Capataces de Minas en Asturias, cuyo proyecto remite al mes siguiente Guillermo Schulz al Ministerio, indicando que debía instalarse en Avilés. En 1845, por Real Orden de 14 de noviembre, se aprueba el proyecto de creación de una Escuela Práctica de Minería en Asturias, de tal forma que un curso se impartiría en Gijón y otro en Langreo. Finalmente, en 1853, se establece una Escuela Práctica de Minas en Mieres, origen de la actual Escuela Politécnica de Mieres, por Real Orden de 1 de diciembre, y se establece el contrato de alquiler de parte de la Casa-Palacio del Marqués de Camposagrado, en el barrio de La Villa, para la Escuela, y en abril de 1855 se inaugura la actividad docente en este centro.
En 1965, a raíz de la aprobación de los nuevos planes de estudio contemplados en la Orden Ministerial de 24 de agosto, deja de depender de la escuela de minas de Madrid, siendo nombrado como primer director Gonzalo Gutiérrez Quirós, y en 1966 pasa a denominarse Escuela de Ingeniería Técnica de Mieres.
En 1972, por Decreto de 10 de marzo, se aprueba la integración de la escuela en la Universidad de Oviedo.
En 1994 comienza a impartirse la titulación de Ingeniería Técnica en Topografía.
En 2000 comienza a impartirse la titulación de Ingeniería técnica forestal, para lo que se crean una nueva Área de Conocimiento en la universidad en Ingeniería Agroforestal con nuevo profesorado.
En 2002 se inaugura el nuevo Edificio Científico Tecnológico del campus de Mieres y se traslada allí la escuela en septiembre, siendo su anterior ubicación los terrenos del actual Centro de Salud de Mieres, en la Calle Reinerio García, pasando a denominarse Escuela Universitaria de Ingenierías Técnicas de Mieres. En 2009 vuelve a cambiar de nombre al actual, Escuela Politécnica de Mieres y asume la impartición de la titulación de Ingeniería Geológica.
En 2011 comienza a impartirse la titulación de Ingeniería Civil, para lo que se crea una nueva Área de Conocimiento en la universidad en Ingeniería Hidráulica con nuevo profesorado y laboratorios.
En 2016 se implantan los estudios oficiales de Máster Universitario en Ingeniería de Caminos, Canales y Puertos, el primer título impartido en el centro en toda su historia que habilita para el ejercicio de una profesión regulada de Ingeniero (y no Ingeniero Técnico), correspondiente con Nivel 3 del Marco Español de Cualificaciones para la Educación Superior (MECES). Con el fin de reforzar el equipo docente, la universidad incorpora nuevo profesorado con formación en ámbitos de la ingeniería civil como son las estructuras, la construcción y los transportes.
En el año 2022 la Junta de Centro publica un manifiesto de adhesión a la Resolución de la AG-ONU llamada "2030 Agenda"  y se compromete con los Objetivos de Desarrollo Sostenible, en los cuales la ingeniería juega un rol fundamental.
En septiembre de 2023 absorbe la Escuela de Ingeniería de Minas, Energía y Materiales de Oviedo y sus titulaciones, incluyendo el Máster Universitario en Ingeniería de Minas, habilitante para el ejercicio de la profesión del mismo nombre y con Nivel 3 del Marco Español de Cualificaciones para la Educación Superior (MECES).

## Titulaciones
- Grado habilitante para el ejercicio de una profesión regulada en España:
  - Grado en Ingeniería Civil
  - Grado en Ingeniería de los Recursos Mineros y Energéticos
  - Grado en Ingeniería Forestal y del Medio Natural
  - Grado en Ingeniería Geomática
  - Doble grado en Ingeniería Civil e Ingeniería de los Recursos Mineros y Energéticos

- Grado universitario oficial:
  - Grado en Ingeniería de las Tecnologías Mineras

- Máster habilitante para el ejercicio de una profesión regulada en España:
  - Máster en Ingeniería de Caminos, Canales y Puertos
  - Máster en Ingeniería de Minas

- Máster universitario oficial:
  - Máster en Geotecnología y Desarrollo de Sistema de información geográfica (SIG)
  - Máster en Ingeniería Energética
  - Máster en Prevención de Riesgos Laborales
  - Máster en Ciencia y Tecnología de Materiales